# Ukolébavka (román)
Ukolébavka (v originále Lullaby) je hororový postmoderní román amerického spisovatele Chucka Palahniuka, vydaný v originále v roce 2002, v českém překladu Richarda Podaného pak v roce 2005 v nakladatelství Odeon. Jde o jediný autorův román, který obsahuje nadpřirozené motivy. Román je inspirován tragickými událostmi autorova života – Palahniukův otec Fred byl totiž v roce 1999 zabit bývalým přítelem své milenky. V roce 2002 byl vrah Dale Shackleford odsouzen k smrti a Chuck Palahniuk požádal, aby mohl být při popravě přítomen. Ta ale ještě nebyla vykonána.

## Děj
Carl Streator je novinář. Má za úkol napsat sérii článků o syndromu náhlého úmrtí novorozence, přičemž náhodou zjistí, že u všech mrtvých dětí byla nalezena stejná kniha říkanek. Později v ní objeví sentimentální básničku o usínajících zvířátkách – dávnou probíranku (angl. culling song), píseň, jež je v některých kulturách zpívána dětem tehdy, když se kmen dále nemůže zvětšovat, a zraněným, když je jasné, že nemohou přežít a umírali by v bolestech.
Probíranka zajistí bezbolestnou, nevysvětlitelnou smrt toho, kdo ji uslyší, jejím slovům ani nemusí rozumět. Kniha ale obsahuje i jiná kouzla, třeba na Oživování mrtvých zvířat, nebo "ovládací" kouzlo, umožňující ovládat lidi, ale také "zaštiťovací kouzlo" umožňující ochranu před probírankou. Streator později (po zavraždění každého, kdo ho sebeméně omezí či poškodí) zjistí, že probíranku mají k dispozici i další lidé – nekrofilní saniťák Nash, pochybná realitní agentka Helen Hoover Boyleová (svého syna Patrika nevědomky Probírankou zabila, když mu ji četla před spaním), její sekretářka Mona Sabbatová a Monin přítel, ekoterorista Ústřice. Helen, Carl, Mona a Ústřice se vydají po Spojených státech sehnat grimoár, z nějž se probíranka dostala do knížky říkanek, aby grimoár, i knihy říkanek s Probírankou, zničily. Grimoár najdou, ovšem rozdělí se a dostanou do sporu – Carl a Helen mají probíranku, Mona a Ústřice celý zbytek grimoáru, který obsahuje jiná mocná kouzla.
Carl zabil Nashe, byl zatčen policií, ale Helen ho zachrání, pomocí ovládacího kouzla donutila policejního seržanta, aby ho propustil. Helen, aby se bránila moci probíranky, si cpe do úst diamanty, a umírá, ale v době její smrti ji Ústřice ovládá ovládacím kouzlem. Helen se později navrací "mezi živé", ale v těle serži. Mona s Ústřicí se chtějí stát novodobým Adamem a Evou, ale neznají probíranku, bez které se jim to nepovede. Carl s Helen (seržou) mají probíranku, ale nemají Grimoár, chtějí Monu s Ústicí vystopovat a zastavit. V poslední kapitole čtenář zjišťuje, že Carl vstupoval do děje a líčil událost, které následovaly poté, co se Helen převtělila do serži, kniha tedy končí v patové situaci.

## Styl
Styl románu je pro Palahniuka typický – vyznačuje se černým, až nechutným humorem (v románu se zaměřuje především na nekrofilní praktiky Johna Nashe a na Ústřici), je psán v krátkých a jednoduchých větách, působí minimalisticky, vyprávění je prokládáno množstvím úvah a popisů. Román je vyprávěn Streatorem v ich-formě, obsahuje množství popisů a úvah o moci slova ve věku informací (toto téma je vyjádřeno v refrénu románu, který parafrázuje anglickou říkanku: „klacek, kámen kosti zláme, ale slova…“ – závěr je různě obměňován) a také úvahy o lidském životním stylu: „přírodní životní styl“ (zosobněný Monou a Ústřicí), v mnohém ironizovaný a parodovaný jako rádoby extravagantní móda (především v osobě Mony, která se zvyklostmi a vnějšími znaky tohoto hnutí nakládá dosti bizarním způsobem, svědčícím o nepochopení jeho skutečné podstaty) je jedním z hlavních témat románu. Zejména Ústřici jsou také vloženy do úst mnohé úvahy o tom, kam došla lidská společnost.
Streator neustále pochybuje, jelikož neví, zda to, co činí je správné, nebo nikoliv ("Možná se do pekla nechodí za to, co uděláme. Možná se do pekla chodí za to, co neuděláme."). Ukolébavka je o moci slova.

## Zajímavosti
- Vrah Dale Shackleford zavraždil Palahniukova otce i jeho přítelkyni (vrahovu bývalou manželku) brutálním způsobem, oba zastřelil a poté dům zapálil, aby zahladil stopy. Tělo Palahniukova otce neshořelo, před požárem ho náhodou ochránila matrace z postele. V Shacklefordově kriminální historii se, mimo jiné, objevovalo i zneužívání žen a dětí. Nepochybně je sadista.
- Palahniukovo pozdější dílo pravděpodobně ovlivnil i teroristický útok na Světové obchodní centrum (11. září 2001). V Ukolébavce tedy Plahnuiukovy postavy naposled používají silové prostředky k prosazení svých cílů.
- Palahniuk pracuje, jako ostatně ve většině svých děl, s Mesiášským komplexem. Knihu také "provází" Ježíš.
- Palahniuk v knize probírá úvahy o tom, že Velký bratr (George Orwell) nesleduje, ale baví, zpívá, tancuje; tato neustálá potrava pro mozek vlastně zabraňuje mozku skutečně myslet. S tím souvisí pojmy jako "tichofobie", nebo "hlukoholismus".
- Palahniuk také zpochybňuje svobodnou vůli člověka ("Máme ji /svobodnou vůli/, anebo Bůh diktuje a předepisuje všechno, co říkáme a chceme?"). Vedle Boha ji zpochybňuje i u "materialistického boha", pokládá otázku, zda člověk opravdu touží po všem, co je ve výkladních skříních, nebo nám tento názor nutí jen marketing.
- Absurdní jméno Ústřice vzniklo dle Palahniukova rodného městečka – Oystereville.

## Použitá literatura
- Chuck Palahniuk, Ukolébavka , Odeon, Praha, 2005, ISBN 80-207-1185-6
- Richard Olehla, Na dobrou noc aneb Malý pokus o stručnou charakteristiku Ježíše (Doslov Ukolébavky Odeon – 2005)